# Zophosis michaelis
Zophosis michaelis is een keversoort uit de familie zwartlijven (Tenebrionidae). De wetenschappelijke naam van de soort is voor het eerst geldig gepubliceerd in 1977 door Penrith.